# Neuville (Stavelot)
Pour les articles homonymes, voir Neuville.
Neuville est un hameau des Ardennes belges faisant partie de la commune et ville de Stavelot, dans la province de Liège en Région wallonne.
Avant la fusion des communes de 1977, Neuville faisait partie de la commune de Francorchamps.

## Situation
Dans un environnement de pâturages, Neuville se situe sur le versant sud de la vallée du Roannay entre les localités de Francorchamps située à 2 km au nord-est et de Ruy implantée plus bas dans la vallée.

## Description
Le hameau s'étire le long de deux routes parallèles et distantes d'environ 150 m. La voie la plus basse comprend les habitations les plus anciennes souvent constituées de fermettes bâties en moellons de grès. La voie supérieure se compose de pavillons de construction récente.